# Michael Funk (Politiker)
Johann Michael Funk (* 26. Juni 1780 in Altheim; † 7. Juli 1858 ebenda) war ein hessischer Schneidermeister und Politiker und Abgeordneter der 2. Kammer der Landstände des Großherzogtums Hessen.
Michael Funk war der Sohn des Landwirts Johann Nikolaus Funk (in amtlichen Dokumenten Johann Nikolaus Funk II.) und dessen Ehefrau Anne Katharine, geborene Zimmermann. Funk, der evangelischen Glaubens war, war Schneidermeister in Altheim und heiratete Anna Margaretha geborene Reutter.
Von 1850 bis 1850 gehörte er der Zweiten Kammer der Landstände an. Er wurde für den Wahlbezirk Starkenburg 14/Babenhausen gewählt.